# Étoile de Bessèges 2023
L'Étoile de Bessèges -  Tour du Gard 2023, cinquantatreesima edizione della corsa e valevole come prova dell'UCI Europe Tour 2023 categoria 2.1, si svolse in cinque tappe dal 1º al 5 febbraio 2023 su un percorso di 659,68 km, con partenza da Bellegarde e arrivo a Alès, in Francia. La vittoria fu appannaggio dello statunitense Neilson Powless, il quale completò il percorso in 11h12'30", alla media di 43,721 km/h, precedendo il danese Mattias Skjelmose e il francese Pierre Latour.
Sul traguardo di Alès 112 corridori, su 140 partiti da Bellegarde, portarono a termine la competizione.

## Tappe
| Tappa  | Data        | Percorso                               | km     | Vincitore di tappa                         | Leader cl. generale |
| ------ | ----------- | -------------------------------------- | ------ | ------------------------------------------ | ------------------- |
| 1ª     | 1º febbraio | Bellegarde > Bellegarde                | 162,18 | Arnaud De Lie                              | Arnaud De Lie       |
| 2ª     | 2 febbraio  | Bagard > Aubais                        | 169,63 | Tappa neutralizzata a causa di maxi caduta | Arnaud De Lie       |
| 3ª     | 3 febbraio  | Bessèges > Bessèges                    | 169,71 | Arnaud De Lie                              | Arnaud De Lie       |
| 4ª     | 4 febbraio  | Saint-Christol-lès-Alès > Mont Bouquet | 147,5  | Mattias Skjelmose                          | Mattias Skjelmose   |
| 5ª     | 5 febbraio  | Alès > Alès (cron. individuale)        | 10,66  | Mads Pedersen                              | Neilson Powless     |
| Totale | Totale      | Totale                                 | 659,68 |                                            |                     |

## Squadre e corridori partecipanti
Al via 20 formazioni.
| N.    | Cod. | Squadra               |
| ----- | ---- | --------------------- |
| 1-7   | COF  | Cofidis               |
| 11-17 | IGD  | Ineos Grenadiers      |
| 21-27 | ACT  | AG2R Citroën Team     |
| 31-37 | TFS  | Trek-Segafredo        |
| 41-47 | GFC  | Groupama-FDJ          |
| 51-57 | ADC  | Alpecin-Deceuninck    |
| 61-67 | EFE  | EF Education-EasyPost |
| 71-77 | ARK  | Team Arkéa-Samsic     |
| 81-87 | IPT  | Israel-Premier Tech   |
| 91-97 | LTD  | Lotto Dstny           |

| N.      | Cod. | Squadra                           |
| ------- | ---- | --------------------------------- |
| 101-107 | TEN  | TotalEnergies                     |
| 111-117 | TFB  | Team Flanders-Baloise             |
| 121-127 | UXT  | Uno-X Pro Cycling Team            |
| 131-137 | EKP  | Equipo Kern Pharma                |
| 141-147 | BWB  | Bingoal WB                        |
| 151-157 | TUD  | Tudor Pro Cycling Team            |
| 161-167 | AUB  | St Michel-Mavic-Auber93           |
| 171-177 | GRL  | Van Rysel-Roubaix Lille Métropole |
| 181-187 | UCN  | CIC U Nantes Atlantique           |
| 191-197 | NMC  | Nice Métropole Côte d'Azur        |

## Dettagli delle tappe

### 1ª tappa
- 1º febbraio: Bellegarde > Bellegarde - 162,18 km

Risultati
| Pos. | Corridore        | Squadra | Tempo    |
| ---- | ---------------- | ------- | -------- |
| 1    | Arnaud De Lie    | Lotto   | 3h30'35" |
| 2    | Mads Pedersen    | Trek    | s.t.     |
| 3    | Benoît Cosnefroy | AG2R    | s.t.     |

| Pos. | Corridore        | Squadra | Tempo    |
| ---- | ---------------- | ------- | -------- |
| 1    | Arnaud De Lie    | Lotto   | 3h30'35" |
| 2    | Mads Pedersen    | Trek    | a 4"     |
| 3    | Benoît Cosnefroy | AG2R    | a 6"     |

### 2ª tappa
- 2 febbraio: Bagard > Aubais - 169,63 km

La tappa è stata neutralizzata a causa di una maxi caduta a 22 km dall'arrivo, poiché le condizioni di sicurezza non potevano più essere garantite. Non è stato dichiarato nessun vincitore e la classifica generale resta invariata.

### 3ª tappa
- 3 febbraio: Bessèges > Bessèges - 169,71 km

Risultati
| Pos. | Corridore       | Squadra       | Tempo    |
| ---- | --------------- | ------------- | -------- |
| 1    | Arnaud De Lie   | Lotto         | 4h03'47" |
| 2    | Valentin Ferron | TotalEnergies | s.t.     |
| 3    | Samuel Watson   | Groupama      | s.t.     |

| Pos. | Corridore        | Squadra | Tempo    |
| ---- | ---------------- | ------- | -------- |
| 1    | Arnaud De Lie    | Lotto   | 7h34'02" |
| 2    | Benoît Cosnefroy | AG2R    | a 16"    |
| 3    | Dylan Teuns      | Israel  | a 23"    |

### 4ª tappa
- 4 febbraio: Saint-Christol-lès-Alès > Mont Bouquet - 147,5 km

Risultati
| Pos. | Corridore         | Squadra       | Tempo    |
| ---- | ----------------- | ------------- | -------- |
| 1    | Mattias Skjelmose | Trek          | 3h22'23" |
| 2    | Neilson Powless   | EF            | s.t.     |
| 3    | Pierre Latour     | TotalEnergies | a 13"    |

| Pos. | Corridore         | Squadra       | Tempo     |
| ---- | ----------------- | ------------- | --------- |
| 1    | Mattias Skjelmose | Trek          | 10h56'40" |
| 2    | Neilson Powless   | EF            | a 4"      |
| 3    | Pierre Latour     | TotalEnergies | a 22"     |

### 5ª tappa
- 5 febbraio: Alès > Alès (cronometro individuale) - 10,66 km

Risultati
| Pos. | Corridore      | Squadra | Tempo  |
| ---- | -------------- | ------- | ------ |
| 1    | Mads Pedersen  | Trek    | 15'25" |
| 2    | Joshua Tarling | Ineos   | a 8"   |
| 3    | Ben Tulett     | Ineos   | a 10"  |

| Pos. | Corridore         | Squadra       | Tempo     |
| ---- | ----------------- | ------------- | --------- |
| 1    | Neilson Powless   | EF            | 11h12'30" |
| 2    | Mattias Skjelmose | Trek          | a 1"      |
| 3    | Pierre Latour     | TotalEnergies | a 12"     |

## Evoluzione delle classifiche
| Tappa              | Vincitore           | Classifica generale Maglia ocra | Classifica a punti Maglia gialla | Classifica scalatori Maglia azzurra | Classifica giovani Maglia bianca | Classifica a squadre  |
| ------------------ | ------------------- | ------------------------------- | -------------------------------- | ----------------------------------- | -------------------------------- | --------------------- |
| 1ª                 | Arnaud De Lie       | Arnaud De Lie                   | Arnaud De Lie                    | Ayco Bastiaens                      | Arnaud De Lie                    | EF Education-EasyPost |
| 2ª                 | Tappa neutralizzata | Arnaud De Lie                   | Arnaud De Lie                    | Vito Braet                          | Arnaud De Lie                    | EF Education-EasyPost |
| 3ª                 | Arnaud De Lie       | Arnaud De Lie                   | Arnaud De Lie                    | Vito Braet                          | Arnaud De Lie                    | Israel-Premier Tech   |
| 4ª                 | Mattias Skjelmose   | Mattias Skjelmose               | Arnaud De Lie                    | Vito Braet                          | Mattias Skjelmose                | TotalEnergies         |
| 5ª                 | Mads Pedersen       | Neilson Powless                 | Arnaud De Lie                    | Vito Braet                          | Mattias Skjelmose                | TotalEnergies         |
| Classifiche finali | Classifiche finali  | Neilson Powless                 | Arnaud De Lie                    | Vito Braet                          | Mattias Skjelmose                | TotalEnergies         |

Maglie indossate da altri ciclisti in caso di due o più maglie vinte
- Nella 2ª e 3ª tappa Mads Pedersen ha indossato la maglia verde al posto di Arnaud De Lie e Andrea Piccolo ha indossato quella bianca al posto di Arnaud De Lie.
- Nella 4ª tappa Samuel Watson ha indossato la maglia verde al posto di Arnaud De Lie e Mattias Skjelmose ha indossato quella bianca al posto di Arnaud De Lie.
- Nella 5ª tappa Kévin Vauquelin ha indossato la maglia bianca al posto di Mattias Skjelmose.

## Classifiche finali

### Classifica generale - Maglia ocra
| Pos. | Corridore         | Squadra       | Tempo     |
| ---- | ----------------- | ------------- | --------- |
| 1    | Neilson Powless   | EF            | 11h12'30" |
| 2    | Mattias Skjelmose | Trek          | a 1"      |
| 3    | Pierre Latour     | TotalEnergies | a 12"     |
| 4    | Kévin Vauquelin   | Arkéa         | a 1'12"   |
| 5    | Pavel Sivakov     | Ineos         | a 1'27"   |
| 6    | Thibaut Pinot     | Groupama      | a 1'58"   |
| 7    | Arnaud De Lie     | Lotto         | a 2'04"   |
| 8    | Hugo Houle        | Israel        | a 2'27"   |
| 9    | Anthony Perez     | Cofidis       | a 2'36"   |
| 10   | Joël Suter        | Tudor         | a 2'53"   |

### Classifica a punti - Maglia gialla
| Pos. | Corridore         | Squadra       | Punti |
| ---- | ----------------- | ------------- | ----- |
| 1    | Arnaud De Lie     | Lotto         | 58    |
| 2    | Mattias Skjelmose | Trek          | 46    |
| 3    | Mads Pedersen     | Trek          | 45    |
| 4    | Neilson Powless   | EF            | 38    |
| 5    | Pierre Latour     | TotalEnergies | 38    |

### Classifica scalatori - Maglia azzurra
| Pos. | Corridore         | Squadra  | Punti |
| ---- | ----------------- | -------- | ----- |
| 1    | Vito Braet        | Flanders | 34    |
| 2    | Neilson Powless   | EF       | 26    |
| 3    | Mattias Skjelmose | Trek     | 23    |
| 4    | Dries De Bondt    | Alpecin  | 18    |
| 5    | Kévin Vauquelin   | Arkéa    | 16    |

### Classifica giovani - Maglia bianca
| Pos. | Corridore         | Squadra     | Punti     |
| ---- | ----------------- | ----------- | --------- |
| 1    | Mattias Skjelmose | Trek        | 11h12'31" |
| 2    | Kévin Vauquelin   | Arkéa       | a 1'11"   |
| 3    | Arnaud De Lie     | Lotto       | a 2'03"   |
| 4    | Pau Miquel        | Kern Pharma | a 3'07"   |
| 5    | Axel Laurance     | Alpecin     | a 3'58"   |

### Classifica a squadre
| Pos. | Squadra                | Tempo     |
| ---- | ---------------------- | --------- |
| 1    | TotalEnergies          | 33h44'32" |
| 2    | Israel-Premier Tech    | a 1'37"   |
| 3    | Cofidis                | a 5'33"   |
| 4    | AG2R Citroën Team      | a 7'07"   |
| 5    | Tudor Pro Cycling Team | a 7'43"   |